# Arotes nigricoxis
Arotes nigricoxis är en stekelart som först beskrevs av Forster 1888.  Arotes nigricoxis ingår i släktet Arotes och familjen brokparasitsteklar. Inga underarter finns listade.